# Саїнка
Са́їнка —  село в Україні, у Чернівецькій селищній громаді Могилів-Подільського району Вінницької області. Населення становить 929 осіб.

## Географія
У селі річка Безіменна впадає у Мурафу. Річка Мурафа поділяє село на дві рівні частини. На його території вона протікає зі сходу на захід.

## Населення

### Мова
Розподіл населення за рідною мовою за даними перепису 2001 року:
| Мова            | Кількість | Відсоток |
| --------------- | --------- | -------- |
| українська      | 924       | 99.46%   |
| російська       | 3         | 0.32%    |
| румунська       | 1         | 0.11%    |
| інші/не вказали | 1         | 0.11%    |
| Усього          | 929       | 100%     |

## Історія
Село засноване в 1580 році рибалкою Сайкою, від імені якого село називають Саїнкою.
На початку заснування село було невелике. Важко жилося його поселенцям в далекі часи. Курними шляхами набігала татарська орда на українські села. За селом були насипані великі кургани, на яких вартували дозорці. Вони сповіщали про наближення орди. Місцеве населення проти татар вело боротьбу, а якщо сили були нерівними - залишали поселення, а самі ховалися в заростях річки.
В період перебування під владою Речі Посполитої село належало до Брацлавського воєводства, а з 1795 року (після ІІ поділу Речі Посполитої) - до Ямпільського повіту Подільської губернії.
1800 р. була зведена церква.
В 1801 р. Саїнку разом із сусідньою Борівкою викупив Ігнацій Маньковський. Наступним власником села був Северин Каспер Маньковський (Seweryn Kasper Mańkowski), по смерті якого Саїнку успадкував один з чотирьох синів Валерій.
В селі Саїнці з 2536 га орної землі, з них 1172 га належали польському поміщику Маньковському. Більшість селян була кріпаками. Селяни працювали під наглядом прикажчика і жили в задимлених, курних хатах разом з худобою. Від інфекційних хвороб щороку вимирали цілі сім'ї. Голодування і злидні були звичні для простого люду. Кріпак ніде не міг знайти суду й управи на свого пана. Крім пана було ще три головних особи на селі: староста, сотник, касир. В центрі села (тепер біля Будинку культури) в той час була винна лавка і магазин. Тут сотник збирав сход громадян села.
У 1861 році в Російській імперії було скасоване кріпосне право. На спільному сході було вирішено збудувати пам'ятник біля церкви в честь скасування кріпосного права.
В 1890 році на південь від церкви, на роздоріжжі була організована сільська церковно-приходська школа. Першим учителем у Саїнці був Делемарський. Він одночасно працював з трьома класами. З 1900 року в Саїнській початковій школі почав працювати вчителем Топчій Роман Володимирович з села Мар'янівки Немирівського району. Головним предметом був «Закон Божий», який діти вчили під наглядом попа. У 1901 році до церковно-приходської школи села Саїнка згідно постанови Подільської Єпархіальної Училищної Ради, був призначений новий учитель, Іоан Матвійович Глуговський, випускник Подільської духовної семінарії та уродженець сусіднього села Володіївці.
Травень-червень 1905 року - це період, коли небаченого розмаху набув повстанський селянський рух. Першими на Поділлі виступили робітники міста Могилів-Подільського, з чавунно-ливарного заводу. Почались заворушення і в селі Саїнці. Організатором селянського заворушення був місцевий дяк Дорошевич і його дружина. Вони першими розповіли про революцію, що проходила тоді по всій царській Росії. Весною 1905 року селяни зібрались у центрі села і радились поділити між собою панську землю, худобу і майно. Загрожували поміщику розправою. Пан Маньковський викликав військовий загін, який розігнав селян.
7 (20) листопада 1917 року, відповідно до Третього Універсалу Української Центральної Ради, увійшло до складу Української Народної Республіки.
В 1983 році в селі відкрито музей ім. Пащенка Олександра Софоновича.
12 червня 2020 року, відповідно до Розпорядження Кабінету Міністрів України № 707-р «Про визначення адміністративних центрів та затвердження територій територіальних громад Вінницької області», увійшло до складу Чернівецької селищної громади.
19 липня 2020 року, в результаті адміністративно-територіальної реформи та ліквідації Чернівецького району, село увійшло до складу новоутвореного Могилів-Подільського району.

## Відомі люди

### Народились
- Галяс Василь Григорович (1967—2015) — сержант Збройних сил України, учасник російсько-української війни.
- Пйотр Маньковський — польський релігійний католицький діяч
- Лєон Маньковський — польський індолог
- Алєксандер Маньковський — польський письменник, драматург.[3]